# 能量饮料
能量饮料是一种刺激类药物的機能性饮料，其中主要成份为咖啡因，这个能够提供心理和体能上的刺激。 除了咖啡因，還具有维生素B族和牛磺酸等成分。
咖啡、茶以及其他含天然类咖啡因的飲料一般不被认为是能量饮料。可乐等可能含有咖啡因的软饮料同样也不被认为是能量饮料。

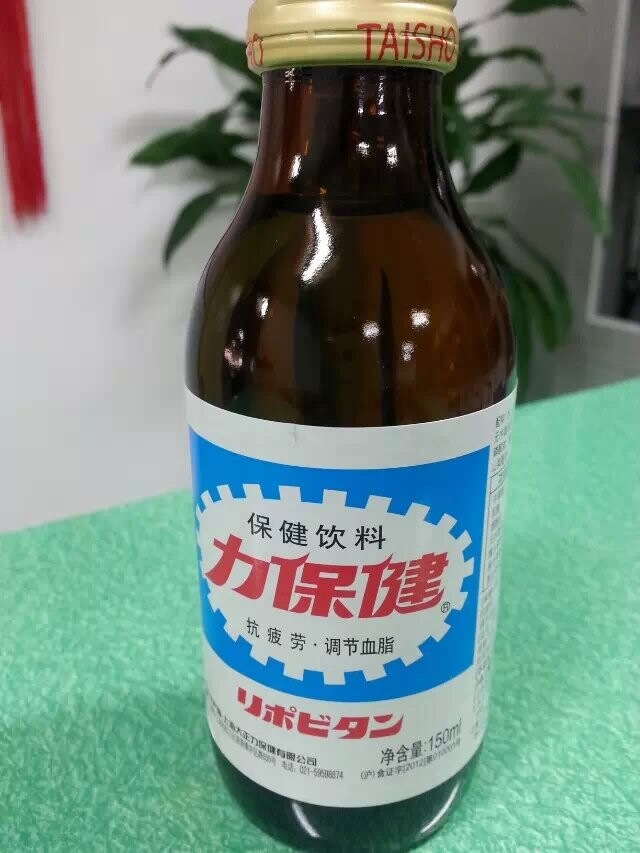
中国大陆生产的大正製藥力保健（力保美達）

## 另見
- 運動飲料
- 能量棒